# Händel-Festspiele Halle
Die Händel-Festspiele in Halle (Saale) sind das größte Musikfest des Landes Sachsen-Anhalt und seit 2012 Mitglied im Verbund Musikfeste Sachsen-Anhalt. Es gilt als eines der bedeutendsten und ältesten Festivals für Barockmusik in Deutschland. Die auf das Jahr 1922 zurückgehenden und seit 1952 jährlich überwiegend im Juni stattfindenden Festspiele in Georg Friedrich Händels Geburtsstadt werden als „Zentrum der europäischen Händel-Pflege“ angesehen. Seit der Internationalisierung der Festspiele 1959 werden im Rahmen des Festes der Händel-Preis verliehen und eine wissenschaftliche Konferenz ausgerichtet. Die siebzehntägigen Festspiele werden von der Stadt Halle in Koordination mit der Georg-Friedrich-Händel-Gesellschaft veranstaltet. Im Händel-Haus in Halle befindet sich die Festspieldirektion, Intendant ist seit 2009 der Musikwissenschaftler Clemens Birnbaum.

## Geschichte
Im Jahr 1922 gab es das erste „Hallesche Händelfest“, das die Voraussetzungen eines Festspiels erfüllte. Auf dem Programm standen Opern, Oratorien und Instrumentalmusik. Reichspropagandaminister Joseph Goebbels ernannte die Stadt zur „Reichs-Händelfeststadt 1935“. Zwischen 1936 und 1944 wurden in Halle Händel-Tage veranstaltet. Mit der Eröffnung des Händel-Hauses 1948 und der ersten „Händeltage der Stadt Halle“ vom 22. Februar bis 2. März wurde der Händel-Enthusiasmus in Halle befeuert. 1951 wurde das hallesche Stadttheater, das bei den Luftangriffen auf Halle (Saale) 1945 zerstört wurde, wiedereröffnet.
Der Generalmusikdirektor und Chefdirigent des Händelfestspielorchesters des Landestheaters Halle, Horst-Tanu Margraf, war einer der maßgeblichen Initiatoren der ersten offiziellen „Händel-Festspiele“ 1952. Diese fanden vom 5. bis 13. Juli statt. Nahezu alle Musikinstitutionen der Stadt waren in ein Projekt eingebunden, das gesamtdeutschen Anspruch hatte. Die Konzeption beruhte auf fachlichen Beratungen von u. a. Max Schneider und Walter Serauky. Händels Opern sollten für das „zeitgenössische Theater“ erneuert werden. 1952 wurden die drei Händel-Opern Agrippina, Alcina und Tamerlan inszeniert.
Schon ab dem darauffolgenden Jahr sollten die Festspiele regelmäßig stattfinden. Sie waren für rund fünf Tage angesetzt. Zentrale Figuren der Anfangsjahre waren neben Margraf, die Regisseure Heinz Rückert und Siegmund Skraup sowie der Bühnenausstatter Rudolf Heinrich. Mit der Oper Alcina begann in den 1950er Jahren die „goldene Zeit“ und Radamisto und Poro standen für die Renaissance von Händel-Opern. Man stützte sich auf das Inszenierungsprinzip des „Realistischen Musiktheaters“ von Walter Felsenstein. Im Jahr 1955 wurde die internationale Georg-Friedrich-Händel-Gesellschaft in Halle gegründet, welche die Hallische Händel-Ausgabe und das Händel-Jahrbuch verantwortete. Diese rief den Komponisten auch bei Musikern immer mehr ins Bewusstsein. Die Sängerin Philine Fischer avancierte zur Primadonna jener Jahre. Zu den Interpreten im Konzertanten gehörten in dieser Zeit u. a. die Singakademie Halle, der Stadtsingechor zu Halle, der Chor der Evangelischen Hochschule für Kirchenmusik Halle, das Landes-Sinfonieorchester Sachsen-Anhalt und das Ludwig-Schuster-Quartett. 1957 wurde ein „Kollektiv der Händelfestspiele“ mit dem Nationalpreis der DDR III. Klasse ausgezeichnet.
Zum 200. Todestag von Georg Friedrich Händel 1959 gab es einen Staatsakt mit Ministerpräsident Otto Grotewohl. Das Händel-Fest sollte internationalisiert werden. Dazu wurden der Russische Akademische Staatschor der UdSSR, der Tschechische Philharmonische Chor, das Prager Rundfunk-Sinfonieorchester, das britische Deller Consort und die französische Pianistin Hélène Boschi nach Halle eingeladen. Während der Festspiele wurde dann zum ersten Mal der Händel-Preis vergeben. Außerdem fand 1959 im Rahmen der Festspiele erstmals eine wissenschaftliche Konferenz statt, an der sich internationale Forscher beteiligten. Darüber hinaus wurden in Halle die Händel-Oratorien gepflegt. Aufgrund des Bedeutungszuwachses der Veranstaltung wirkten ab Mitte der 1950er Jahre immer wieder das Rundfunk-Sinfonieorchester Berlin und der Rundfunkchor Berlin mit. Insbesondere The Triumph of Time and Truth wurde bei den Festspielen 1959 positiv aufgenommen.
Mit dem „Bitterfelder Weg“ 1959/64 sollten auch die Festspiele konfrontiert werden. Ein „neues Händelbild“ war erstrebenswert geworden, beispielsweise sah Walther Siegmund-Schultze Händel als „Realist, Humanist, Aufklärer“. Der Bedeutungswandel des Komponisten führte zur Berücksichtigung der historischen Aufführungspraxis. Bei den Festspielen 1961 gab die Londoner Handel Opera Society ein Gastspiel mit der Oper Rinaldo. Auch personell kam es zu Veränderungen: Solisten wie Kurt Hübenthal und Beate Lenk gewannen an Bedeutung. Die Dramaturgin Waldtraut Lewin und der Regisseur Harry Kupfer nahmen ihre Arbeit auf. Wolfgang Kersten wurde Operndirektor und Thomas Sanderling musikalischer Leiter. 1964 wurde das Goethe-Theater Bad Lauchstädt wiederhergestellt.
Ab 1972 nannten sich die Festspiele „Händel-Festspiele der DDR in Halle“. Die sozialistischere Ausrichtung der Festspiele in den 1970er Jahren führte zur Ausweitung der Spielstätten u. a. auf die Klosterruine Memleben und das Hydrierwerk Zeitz. Die Festspiele waren auf der Suche nach internationaler Anerkennung. 1974 kam es zur Gründung des Barock-Consorts Halle (dann umbenannt in Hallesches Consort) unter Festspiel-Konzertmeister und Collegium instrumentale-Leiter Manfred Otte. Generalmusikdirektor Christian Kluttig konnte in den 1970er Jahren u. a. auf Martin Schneider, Andreas Baumann und Bernd Leistner zurückgreifen.
Ab Mitte der 1980er Jahre kam es zur Durchsetzung originalsprachlicher Fassungen. Außerdem löste man sich von naturalistischen Elementen. 1984 fand mit Peter Konwitschnys Operninszenierung Floridante das Regietheater Einzug in die Händel-Festspiele. Die 34. Händel-Festspiele wurden in die „Bach-Händel-Schütz-Ehrung der DDR 1985“ inkorporiert. Zwei Jahre zuvor war das Georg-Friedrich-Händel-Zentrum unter Claus Haake im Händel-Haus etabliert worden, dem sich auch das ständige Büro der Festspiele sowie die Konzerthalle am Boulevard und das Redaktionskollektiv der Hallischen Händel-Ausgabe anschlossen. Zum 300. Geburtstag des Komponisten sangen bei den Festspielen die English Baroque Soloists und der Monteverdi Choir unter John Eliot Gardiner das Oratorium Israel in Egypt. Darüber hinaus gab es einen Gastauftritt der Welsh National Opera mit Tamerlano. Seit der Vorstellung des Händel-Werke-Verzeichnis durch Bernd Baselt wird dieses in den Programmen der Festspiele verwendet. Zeitgenössische Musik wurde beim Festival in die Reihe „Konfrontation“ von Hans Jürgen Wenzel integriert.

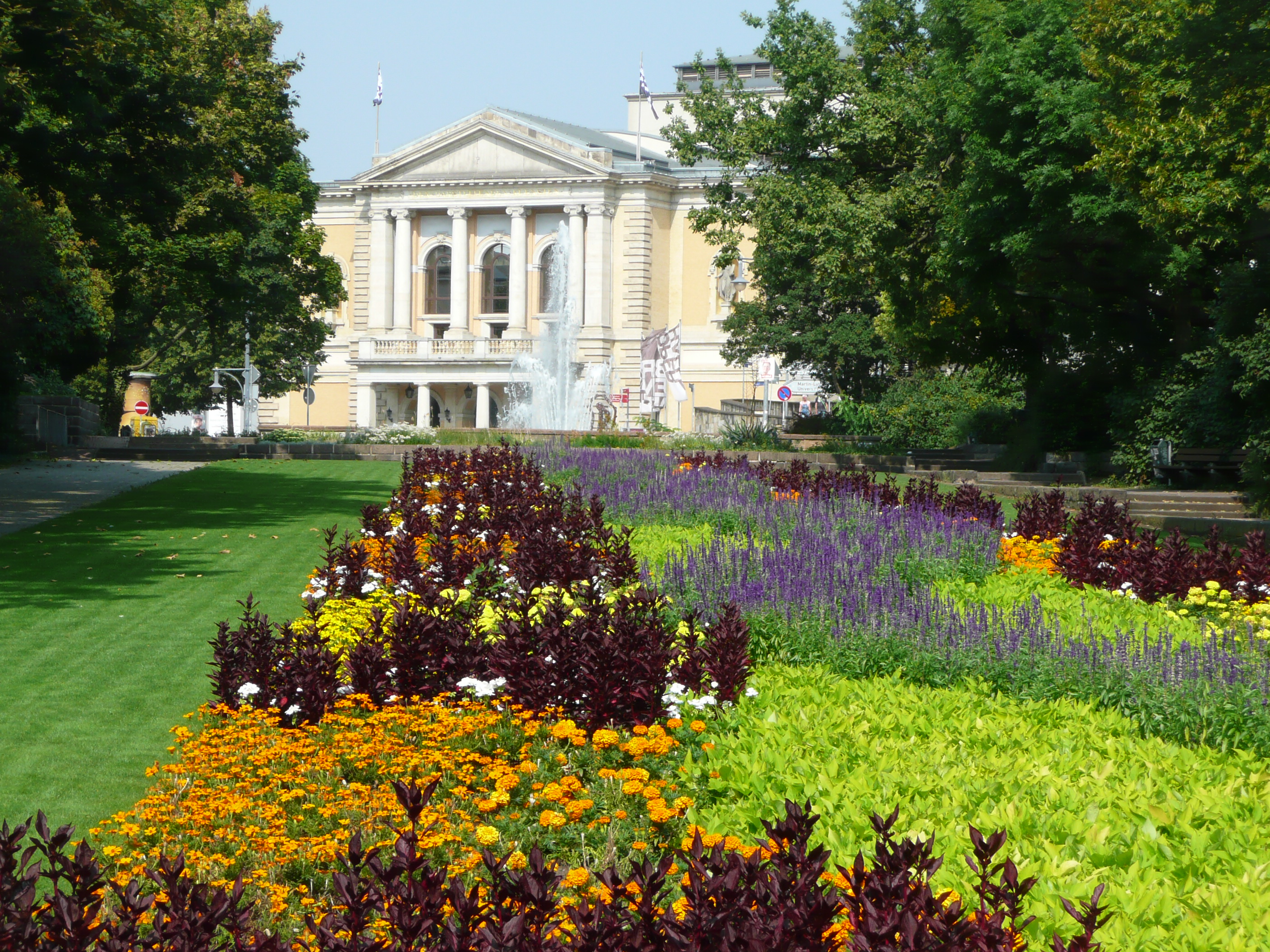
Spielstätte Opernhaus Halle (2017)

Nach der Wende wurde das Händel-Zentrum aufgelöst. Es bildete sich ein Programmbeirat und ein Förderverein. Die Festspiele wurden fortan von der Stadt Halle, dem Veranstalter, und der Landesregierung von Sachsen-Anhalt getragen. Außerdem gewann man private Sponsoren. 1992 ging das Opernhaus Halle aus dem Theater des Friedens hervor. Außerdem konnten neue Händel-nahe Spielstätten wie die Marktkirche Unser Lieben Frauen und der Dom zu Halle gewonnen werden. Nach zweijähriger Pause wird seit 1993 auch wieder der Händel-Preis der Stadt Halle verliehen. 1999 fand eine Erweiterung der Festspielzeit auf zehn Tage statt. Seit 1993 gibt es zudem ein neuformiertes Händelfestspielorchester.
Anlässlich der 50. Händel-Festspiele 2001 übernahmen Bundeskanzler Gerhard Schröder und Premierminister Tony Blair die Schirmherrschaft. Sir John Eliot Gardiner wurde mit dem Händel-Preis ausgezeichnet. Der Preisträger dirigierte Händels Messiah. Außerdem stand eine Gemeinschaftsproduktion von Tamerlano unter Mitbeteiligung des Pariser Théâtre des Champs-Élysées und des Londoner Sadler’s Wells, geleitet von Trevor Pinnock. Am Opernhaus Halle fand mit Rodrigo die 58. Premiere einer Händel-Oper statt. Seit 2002 werden die Händel-Festspiele aufgrund der zahlreichen Veranstaltungen vor 1952 im Titel nicht mehr durchnummeriert.
Im Jahr 2006 begann die Kooperation mit dem Bachfest Leipzig. Seit 2011 findet zur Herbstzeit ein Vorkonzert zum Händel-Festival statt. Die „kleinen“ Händel-Festspiele sind seit 2018 unter dem Namen „Händel im Herbst“ als Wort-Bild-Marke geschützt. Im Jahr 2013 wurden die Händel-Festspiele im Zuge des Hochwassers in Mitteleuropa durch Oberbürgermeister Bernd Wiegand (parteilos) und Sachsen-Anhalts Ministerpräsident Reiner Haseloff (CDU) erstmals kurzfristig abgesagt. Die Entscheidung stieß auf sehr viel Unverständnis unter den Kulturschaffenden. Man fürchtete Schadensersatzforderungen in Millionenhöhe.
Mit der Premiere 2018 von Händels Berenice, regina d’Egitto wurden alle seine 42 Opern mindestens einmal szenisch bei den Händel-Festspielen aufgeführt.

## Händel-Preis
Der Händel-Preis der Stadt Halle wird durch die Stiftung Händel-Haus vergeben. Diesjährige Preisträgerin ist der Mezzosopranistin Anna Bonitatibus (2023).
Ab 1996 wurde ein internationaler Musikwettbewerb zur Vergabe des Händel-Förderpreises der Stadt Halle in die Festspiele integriert.

## Programm

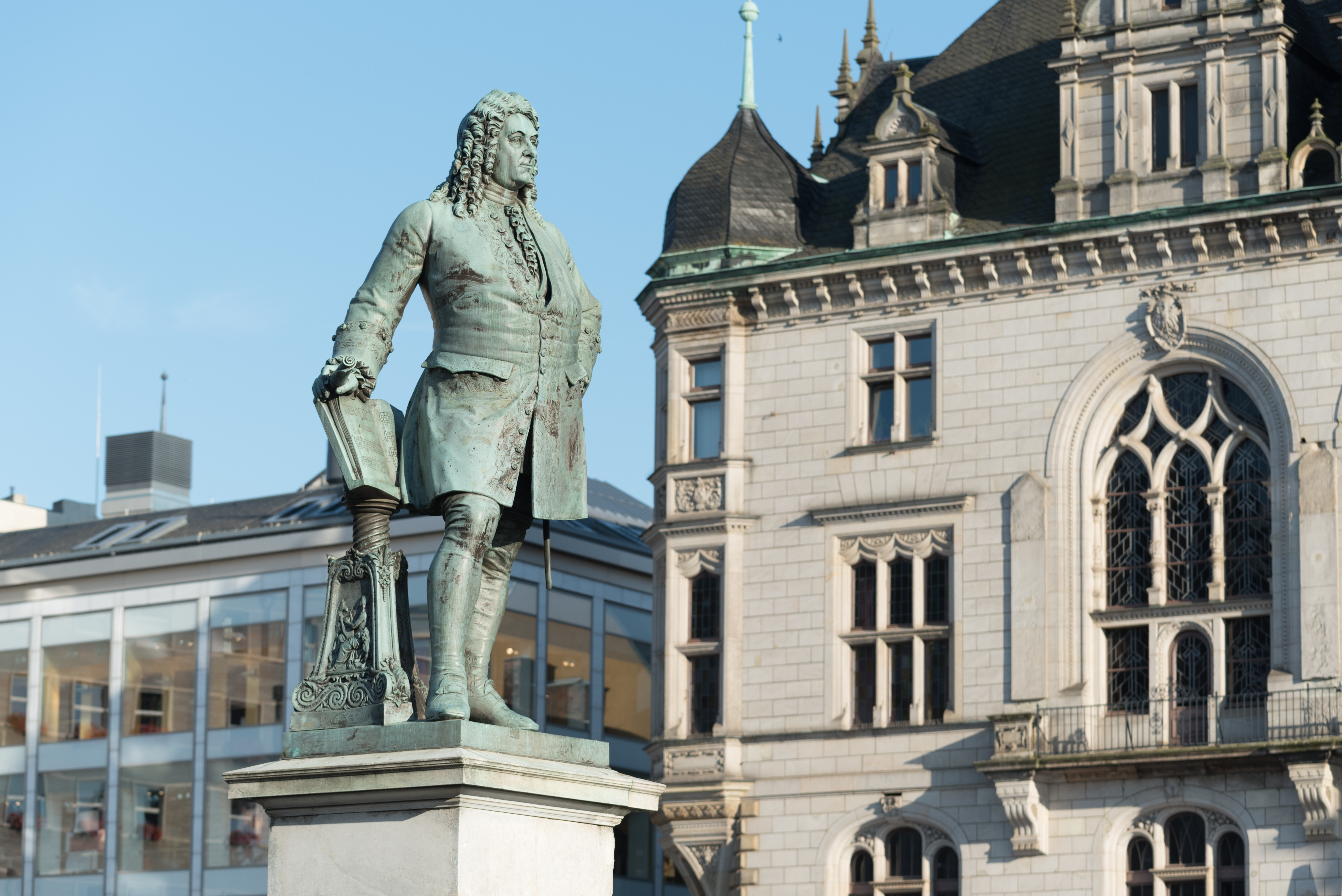
Händel-Denkmal auf dem Marktplatz in Halle (2017)

Seit dem Händel-Festival 1952 etablierten sich folgende Programmelemente: Feierstunde mit Kranzniederlegung am deutschlandweit einzigartigen Händel-Denkmal auf dem Marktplatz in Halle. Kammermusikkonzerte finden sowohl im Händel-Haus als auch in der Aula im „Löwengebäude“ der Martin-Luther-Universität Halle-Wittenberg statt. Beim Eröffnungskonzert wird der Händel-Preis verliehen. Das Abschlusskonzert ist stets mit Feuerwerk und einem Begleitprogramm Open Air in der Galgenbergschlucht im Norden Halles vorgesehen. Nach der politischen Wende kamen auch wieder Orgelkonzerte, Geistliche Musik und musikalisch umrahmte Gottesdienste hinzu. Bis heute gehört zum alljährlichen Festspielprogramm die Aufführung einer Händel-Oper am Opernhaus Halle und die Darbietung des populären Händel-Oratoriums Messiah. Die Festspiele geben auch anderen Musikrichtungen (Jazz, Rock u. a.) Raum. Außerdem werden Tanz und Schauspiel berücksichtigt.

## Spielstätten
Zu den derzeitigen Veranstaltungsorten der Händel-Festspiele gehören:
- Martin-Luther-Universität Halle-Wittenberg – „Löwengebäude“ Aula
- Franckesche Stiftungen Halle
- Galgenbergschlucht
- Georg-Friedrich-Händel HALLE
- Goethe-Theater Bad Lauchstädt
- Stiftung Händel-Haus Halle, inkl. Kammermusiksaal
- Konzerthalle St.-Ulrich-Kirche Halle
- Marktkirche Unser Lieben Frauen Halle
- Neue Residenz – Festsaal
- neues theater – Kammer
- Opernhaus Halle
- Theater Magdeburg – Opernhaus
- Halloren- und Salinemuseum Halle
- St. Georgen Halle
- Moritzkirche Halle
- Stadthaus von Halle
- Steintor-Varieté Halle
- Wilhelm-Friedemann-Bach-Haus Halle

## Themenschwerpunkte
Seit den Händel-Festspiele 2010 existiert kein Motto mehr, sondern jeweils ein Themenschwerpunkt:
- 2010: „Ritter und andere Helden“
- 2011: „Händel und Dresden“
- 2012: „Händel und die Konfessionen / Nach Luther“
- 2013: „Macht und Musik / Nach Luther“ (aufgrund des Hochwassers nicht realisiert)
- 2014: „Georg & Georg / Nach Luther“
- 2015: „Händel und seine Interpreten“
- 2016: „Geschichte – Mythos – Aufklärung“
- 2017: „Original? – Fälschung?“
- 2018: „Fremde Welten“
- 2019: „Empfindsam, heroisch, erhaben – Händels Frauen“
- 2020: „Musikalische Malereien“ (aufgrund der COVID-19-Pandemie nicht realisiert)
- 2021: „Helden und Erlöser“

## Schirmherren
Nachfolgend ein Überblick über die Schirmherren der Händel-Festspiele in Halle seit 1991:
- 1991: Hans-Dietrich Genscher
- 1992: Werner Sobetzko
- 1993: Werner Münch
- 1994: Christoph Bergner
- 1995: Klaus Keitel
- 1996: Helmut Kohl
- 1997: Jacques Santer
- 1998: August Everding
- 1999: Michael Naumann
- 2000: Hermann von Richthofen
- 2001: Gerhard Schröder und Tony Blair
- 2002: Geoffrey Howe
- 2003: Jean-Jacques Aillagon und Christina Weiss
- 2004: Jutta Limbach
- 2005: Waldemar Dąbrowski
- 2006: Franz Morak
- 2007: Claudia Ruspoli
- 2008: keinen
- 2009: Elisabeth II. und Horst Köhler
- 2010: keinen
- 2011: Alexander Prinz von Sachsen-Gessaphe
- 2012: Margot Käßmann
- 2013/14: Norbert Lammert
- 2015: keinen
- 2016: keinen
- 2017: Monika Grütters
- 2018: keinen
- 2019: Sebastian Wood und Reiner Haseloff
- 2020: keinen
- 2021: keinen

## Förderer
Sponsoren der Händel-Festspiele sind die Stadt Halle (Saale), das Land Sachsen-Anhalt, der Beauftragte der Bundesregierung für Kultur und Medien, die Gesellschaft Lotto Sachsen-Anhalt, die Ostdeutsche Sparkassenstiftung gemeinsam mit der Stiftung der Saalesparkasse, die Hallesche Wohnungsgesellschaft, die TOTAL Raffinerie Mitteldeutschland, das Netzwerk Mitteldeutsche Barockmusik, das Immobilienmanagement Orbis Real Estate, die Unternehmensgruppe GP Günter Papenburg, der Lebensmittelhersteller Kathi Rainer Thiele und die Stadtwerke Halle.
Die Händel-Festspiele 2019 wurden bei ARTE Concert, Deutschlandfunk Kultur und MDR Kultur im Konzert ausgestrahlt.

## Publikationen
Im Jahr 1922 erschien bei Karras & Koennecke eine erste Festschrift zum Hallischen Händelfest. Hans Schnoor veröffentlichte 1925 bei Breitkopf & Härtel das Heft Deutsches Händelfest in Leipzig. 6. bis 8. Juni 1925. Von 1928 bis 1930 erschien ein Fest- und Programm-Buch zum Händelfest der Händel-Gesellschaft. 1934 wurde in Krefeld ein Beitrag über das Deutsche Händelfest veröffentlicht. 1952/53 gab das Händelfestkomitee eine Festschrift für das Händelfest Halle heraus. Von 1954 bis 1956 publizierte der Händelfestspielausschuss im Deutschen Verlag für Musik in Leipzig eine Festschrift der Händelfestspiele … Halle. Eine Zeitschrift unter dem Titel Händelfestspiele Halle wurde 1957/58 und von 1960 bis 1971 vom Festspielausschuss veröffentlicht. 1959 erschien im Deutschen Verlag für Musik eine extra Festschrift zur Händel-Ehrung der Deutschen Demokratischen Republik. Von 1979 bis 1989 brachte der Festspielausschuss die Zeitschrift Händelfestspiele der Deutschen Demokratischen Republik heraus. Seit 2010 gibt die Stiftung Händel-Haus in Halle (Saale) das Magazin der Händelfestspiele heraus.